# مایک منزفیلد
مایک منزفیلد (به انگلیسی: Mike Mansfield) سناتور سابق عضو حزب دموکرات ایالات متحده آمریکا بود. وی در سال ۱۹۵۳ تا ۱۹۷۷ میلادی سناتور ایالت مونتانا در سنای ایالات متحده آمریکا بود.